# 魯莊公
魯莊公（前706年10月7日—前662年8月11日），姬姓，名同，為中國春秋時期魯國第十六任國君。他是魯桓公之子，在桓公死後繼位，在位32年（前693年—前662年）。

## 生平
魯桓公三年，娶齊襄公之妹姜氏。桓公六年，公子同出生，後立爲太子。

### 放過管仲
莊公八年，齊公子糾與管仲逃到魯國。次年齊桓公發兵擊敗魯國，魯國殺子糾（《左傳》稱「齊人取子糾殺之」）。齊向魯索回管仲，魯人施伯認為齊欲重用管仲，將會對魯不利，勸莊公殺管仲，莊公不聽，把管仲歸還齊。

### 長勺之戰
齊桓公回國繼位幾年後，對於魯國積恨難消，管仲、鮑叔牙等勸不止，再次派兵攻擊魯國，爆發了「長勺之戰」。這次魯國有準備，把來犯的齊軍打退，兩國和解，直到自己的外甥魯閔公被自己的姊妹所謀殺後，才再次對魯大動干戈。

### 重獲舊地
十三年，魯莊公會齊桓公於柯，曹沫劫持齊桓公，逼他退還齊侵佔魯的土地，桓公答應後才釋放他。桓公欲背約，管仲諫之，終於歸還齊侵佔魯的土地。

### 晚年
莊公的夫人哀姜是齊國人，無子。莊公臨死前欲立庶子斑（或作般）為嗣君，莊公弟叔牙建議立長弟慶父，另一弟季友則支持立斑，季友以莊公之名逼叔牙飲毒酒自殺死。
三十二年八月，莊公病逝，季友立子斑為君，十月慶父殺子斑，立莊公另一庶子啟為魯君。
魯莊公的父亲鲁桓公安葬于阚城，他亦按照埋葬周天子的礼仪法规安葬于阚城。所在即鲁九公墓，又因陵墓以鲁桓公、鲁庄公父子居上，称桓庄陵:89。

## 官员
在位期間的卿為公子慶父、季友、臧文仲、叔牙、公子溺、公子结。

## 身份之謎
據《春秋公羊傳·莊公元年》，魯桓公曾在酒醉時懷疑姬同非自己的兒子，乃是齊襄公與其妹文姜通姦所生。魯桓公薨後，文姜與齊襄公又有多次私會。

## 家庭

### 父親
魯桓公

### 母親
文姜

### 兄弟
- 公子慶（孟孫氏）
- 公子牙（叔孫氏）
- 公子友（季孫氏）

### 妃
- 哀姜
- 叔姜，生魯閔公
- 孟任，生子般
- 成风，生魯僖公

### 子
| 通稱   | 姓 | 氏   | 名       | 字 | 母   | 諡 | 封地 |
| ------ | -- | ---- | -------- | -- | ---- | -- | ---- |
| 子般   | 姬 |      | 般或斑   |    | 孟任 |    | 魯國 |
| 魯閔公 | 姬 |      | 啟或啟方 |    | 叔姜 | 閔 | 魯國 |
| 魯僖公 | 姬 |      | 申       |    | 成风 | 僖 | 魯國 |
| 公子遂 | 姬 | 東門 | 遂       |    |      | 襄 |      |

### 女
- 杞伯姬
- 莒叔姬
- 女公子，名及排行不详，一次在鲁大夫梁氏家中演习雩祭礼仪，庄公的女公子在观看，圉人犖从墙外对她调戏。女公子之兄子般大怒，让人鞭打圉人荦。